# Lista miniștrilor afacerilor externe în anul 2015
Lista miniștrilor afacerilor externe în anul 2015 se bazează pe Lista statelor lumii și pe Lista de teritorii dependente, așa cum sunt ele cunoscute de la 1 ianuarie 2015 până la 31 decembrie 2015.
Gruparea acestora s-a făcut pe baza statutului entității pe care o reprezintă după cum urmează State independente recunoscute cvasigeneral, State independente recunoscute parțial de comunitatea internațională, State independente nerecunoscute,  Entități cu statut apropiat de cel de stat,  Diviziuni administrative autonome’', Teritorii nesuverane, autonome sau cu administrație specială și Guverne alternative și / sau în exil
Ministrul afacerilor externe (numele oficial al funcției poate diferi de la stat la stat conform uzanțelor naționale) este acel membru al guvernului însărcinat cu aplicarea politicii  externe a statului și asigurarea relațiilor cu alte state și organizații internaționale cu responsabilități executive. Un ministru al Afacerilor externe poate, după caz, asigura uneori și alte portofolii în cadrul unui guvern. Deoarece aceste portofolii nu prezintă interes pentru această listă, ele nu au fost prezentate.
Pot avea miniștri de externe și teritoriile autonome, fie ele diviziuni administrative sau teritorii dependente.

## State independente recunoscute cvasigeneral
| Statul                                   | Funcția | Numele                                                              | Începând cu        |
| ---------------------------------------- | --- | ------------------------------------------------------------------- | ------------------ |
| Afganistan                               | Miniștri ai Afacerilor Externe (succesivi)                                                                         | Salahuddin Rabbani                                                  | 1 februarie 2015   |
| Afganistan                               | Miniștri ai Afacerilor Externe (succesivi)                                                                         | Atiqullah Atifmal (interimar)                                       | 12 decembrie 2014  |
| Africa de Sud                            | Ministru al Relațiilor Internaționale și Cooperării                                                                | Maite Nkoana-Mashabane                                              | 11 mai 2009        |
| Albania                                  | Ministru al Afacerilor Externe                                                                                     | Ditmir Bushati                                                      | 16 septembrie 2013 |
| Algeria                                  | Ministru al Afacerilor Externe și Cooperării Internaționale                                                        | Ramtane Lamamra                                                     | 11 septembrie 2013 |
| Andorra                                  | Ministru al Afacerilor Externe                                                                                     | Gilbert Saboya Sunyé                                                | 16 mai 2011        |
| Angola                                   | Ministru al Relațiilor Externe                                                                                     | Georges Rebelo Chicoti                                              | 26 noiembrie 2010  |
| Antigua și Barbuda                       | Ministru al Afacerilor Externe                                                                                     | Charles Fernandez                                                   | 18 iunie 2014      |
| Arabia Saudită                           | Miniștri ai Afacerilor Externe (succesivi)                                                                         | Adel al-Jubeir                                                      | 18 octombrie 2015  |
| Arabia Saudită                           | Miniștri ai Afacerilor Externe (succesivi)                                                                         | Saud bin Faisal bin Abdulaziz Al Saud                               | 30 martie 1975     |
| Argentina                                | Miniștri ai Afacerilor Externe (succesivi)                                                                         | Susana Malcorra                                                     | 10 decembrie 2015  |
| Argentina                                | Miniștri ai Afacerilor Externe (succesivi)                                                                         | Héctor Timerman                                                     | 22 iunie 2010      |
| Armenia                                  | Ministru al Afacerilor Externe                                                                                     | Eduard Nalbandyan                                                   | 14 aprilie 2008    |
| Australia                                | Ministru pentru Afacerile Externe                                                                                  | Julie Bishop                                                        | 15 septembrie 2013 |
| Austria                                  | Ministru federal pentru Afacerile Externe și Integrarea Europeană                                                  | Sebastian Kurz                                                      | 16 decembrie 2013  |
| Azerbaidjan · (vezi și: § 3 )            | Ministru al Afacerilor Externe                                                                                     | Elmar Mammadyarov                                                   | 7 aprilie 2004     |
| Bahamas                                  | Ministru al Afacerilor Externe și Imigrației                                                                       | Fred Mitchell                                                       | 11 mai 2012        |
| Bahrain                                  | Ministru al Afacerilor Externe                                                                                     | șeic Khalid ibn Ahmad Al Khalifah                                   | 26 septembrie 2005 |
| Bangladesh                               | Munistru al Afacerilor Externe                                                                                     | Abul Hassan Mahmud Ali                                              | 20 februarie 2014  |
| Barbados                                 | Ministru al Afacerilor Externe                                                                                     | Maxine McClean                                                      | 24 noiembrie 2008  |
| Belarus                                  | Ministru al Afacerilor Externe                                                                                     | Vladimir Makei                                                      | 20 august 2012     |
| Belgia · (vezi și : § 11)                | Ministru al Afacerilor Externe și Europene                                                                         | Didier Reynders                                                     | 6 decembrie 2011   |
| Belize                                   | Ministru al Afacerilor Externe                                                                                     | Wilfred Elrington                                                   | 12 februarie 2008  |
| Benin                                    | Miniștri ai Afacerilor Externe, Integrării Africane, Francofoniei și Beninezilor din Străinătate (succesivi)       | Saliou Akadiri                                                      | 18 iunie 2015      |
| Benin                                    | Miniștri ai Afacerilor Externe, Integrării Africane, Francofoniei și Beninezilor din Străinătate (succesivi)       | Nassirou Bako Arifari                                               | 28 mai 2011        |
| Bhutan                                   | Miniștri ai Afacerilor Externe (succesivi)                                                                         | Damcho Dorji                                                        | 2 august 2015      |
| Bhutan                                   | Miniștri ai Afacerilor Externe (succesivi)                                                                         | Rinzin Dorji                                                        | 27 iuilie 2013     |
| Birmania                                 | Ministru al Afacerilor Externe                                                                                     | Wunna Maung Lwin                                                    | 30 martie 2011     |
| Bolivia                                  | Ministru al Relațiilor Externe                                                                                     | David Choquehuanca                                                  | 23 ianuarie 2006   |
| Bosnia și Herzegovina                    | Miniștri ai Afacerilor Externe (succesivi)                                                                         | Igor Crnadak                                                        | 31 martie 2015     |
| Bosnia și Herzegovina                    | Miniștri ai Afacerilor Externe (succesivi)                                                                         | Zlatko Lagumdžija                                                   | 10 februarie 2012  |
| Botswana                                 | Ministru al Afacerilor Internaționale și Cooperării înternaționale                                                 | Pelonomi Venson-Moitoi                                              | 30 octombrie 2014  |
| Brazilia                                 | Miniștri ai Relațiilor Externe (succesivi)                                                                         | Mauro Vieira                                                        | 1 ianuarie 2015    |
| Brazilia                                 | Miniștri ai Relațiilor Externe (succesivi)                                                                         | Luiz Alberto Figueiredo                                             | 28 august 2013     |
| Brunei                                   | Miniștri ai Afacerilor Externe (succesivi)                                                                         | Hassanal Bolkiah (sultan și prim-ministru)                          | 22 octombrie 2015  |
| Brunei                                   | Miniștri ai Afacerilor Externe (succesivi)                                                                         | Mohamed Bolkiah                                                     | 1 ianuarie 1984    |
| Brunei                                   | Ministru Secund al Afacerilor Externe                                                                              | Lim Jock Seng                                                       | 24 mai 2005        |
| Bulgaria                                 | Ministru al Afacerilor Externe                                                                                     | Daniel Mitov                                                        | 6 august 2014      |
| Burkina Faso                             | Miniștri ai Afacerilor Externe, Cooperării și Burkinezilor din Străinătate (succesivi)                             | Moussa Nébié                                                        | 23 septembrie 2015 |
| Burkina Faso                             | Miniștri ai Afacerilor Externe, Cooperării și Burkinezilor din Străinătate (succesivi)                             | funcție vacantă                                                     | 16 septembrie 2015 |
| Burkina Faso                             | Miniștri ai Afacerilor Externe, Cooperării și Burkinezilor din Străinătate (succesivi)                             | Moussa Nébié                                                        | 20 iulie 2015      |
| Burkina Faso                             | Miniștri ai Afacerilor Externe, Cooperării și Burkinezilor din Străinătate (succesivi)                             | Michel Kafando (președinte)                                         | 21 noiembrie 2014  |
| Burundi                                  | Miniștri ai Relațiilor Externe și Cooperării Internaționale (succesivi)                                            | Alain Aimé Nyamitwe                                                 | 18 mai 2015        |
| Burundi                                  | Miniștri ai Relațiilor Externe și Cooperării Internaționale (succesivi)                                            | Laurent Kavakure                                                    | 7 noiembrie 2011   |
| Cambodgia                                | Ministru al Afacerilor Externe și Cooperării Internaționale                                                        | Hor Namhong                                                         | 30 noiembrie 1998  |
| Camerun                                  | Miniștri ai Relațiilor Externe (succesivi)                                                                         | Lejeune Mbella Mbella                                               | 2 octombrie 2015   |
| Camerun                                  | Miniștri ai Relațiilor Externe (succesivi)                                                                         | Pierre Moukoko Mbonjo                                               | 11 decembrie 2011  |
| Canada · (vezi și : § 11)                | Miniștri ai Afacerilor Externe (succesivi)                                                                         | Stéphane Dion                                                       | 4 noiembrie 2015   |
| Canada · (vezi și : § 11)                | Miniștri ai Afacerilor Externe (succesivi)                                                                         | Rob Nicholson                                                       | 9 februarie 2015   |
| Canada · (vezi și : § 11)                | Miniștri ai Afacerilor Externe (succesivi)                                                                         | Edward Fast (interimar)                                             | 3 februarie 2015   |
| Canada · (vezi și : § 11)                | Miniștri ai Afacerilor Externe (succesivi)                                                                         | John Baird                                                          | 18 mai 2011        |
| Capul Verde                              | Ministru al Afacerilor Externe                                                                                     | Jorge Tolentino                                                     | 18 septembrie 2014 |
| Cehia                                    | Ministru al Afacerilor Externe                                                                                     | Lubomír Zaorálek                                                    | 29 ianuarie 2014   |
| Centrafricană, Republica                 | Miniștri ai Afacerilor Externe, Integrării Africane, Francofoniei și Centrafricanulor din Străinătate (succesivi)  | Samuel Rangba                                                       | 20 iulie 2015      |
| Centrafricană, Republica                 | Miniștri ai Afacerilor Externe, Integrării Africane, Francofoniei și Centrafricanulor din Străinătate (succesivi)  | Toussaint Kongo Doudou                                              | 27 ianuarie 2014   |
| Chile                                    | Ministru al Afacerilor Externe                                                                                     | Heraldo Muñoz                                                       | 11 martie 2014     |
| China (vezi și : § 2, și § 10)           | Ministru al Afacerilor Externe                                                                                     | Wang Yi                                                             | 16 martie 2013     |
| Ciad                                     | Ministru al Afacerilor Externe, Integrării Africane și Cooperării Internaționale                                   | Moussa Faki                                                         | 23 aprilie 2008    |
| Cipru · (vezi și : § 2)                  | Ministru al Afacerilor Extene                                                                                      | Ioannis Kasoulidis                                                  | 1 martie 2013      |
| Coasta de Fildeș                         | Ministru al Afacerilor Externe                                                                                     | Charles Koffi Diby                                                  | 22 noiembrie 2012  |
| Columbia                                 | Ministru al Relațiilor Extene                                                                                      | María Ángela Holguín                                                | 7 august 2010      |
| Comore                                   | Miniștri ai Relațiilor Externe, Cooperării Internaționale și Comorienilor din Străinătate (succesivi)              | Abdoulkarim Mohamed                                                 | 26 mai 2015        |
| Comore                                   | Miniștri ai Relațiilor Externe, Cooperării Internaționale și Comorienilor din Străinătate (succesivi)              | El-Anrif Said Hassane                                               | 13 iulie 2013      |
| Congo, Republica                         | Miniștri ai Afacerilor Externe, Cooperării și Congolezilor din Străinătate (succesivi)                             | Jean-Claude Gakosso                                                 | 10 august 2015     |
| Congo, Republica                         | Miniștri ai Afacerilor Externe, Cooperării și Congolezilor din Străinătate (succesivi)                             | Basile Ikouébé                                                      | 31 mai 2007        |
| Congo, Republica Democrată               | Ministru al Afacerilor Externe, și întegrării Regionale                                                            | Raymond Tshibanda                                                   | 26 aprilie 2012    |
| Coreea, Republica                        | Ministru al Afacerikor Externe                                                                                     | Yun Byung-se                                                        | 25 februarie 2013  |
| Coreeană, R.P.D.                         | Ministru al Afacerilor Externe                                                                                     | Ri Su-yong                                                          | 9 aprilie 2014     |
| Costa Rica                               | Ministru al Relațiilor Externe                                                                                     | Manuel González Sanz                                                | 8 mai 2014         |
| Croația                                  | Ministru al Afacerilor Externe și Europene                                                                         | Vesna Pusić                                                         | 23 decembrie 2011  |
| Cuba                                     | Ministru al Relațiilor Externe                                                                                     | Bruno Rodríguez Parrilla                                            | 2 martie 2009      |
| Danemarca · (vezi și : § 9)              | Miniștri pentru Afacerile Externe (succesivi)                                                                      | Kristian Jensen                                                     | 28 iunie 2015      |
| Danemarca · (vezi și : § 9)              | Miniștri pentru Afacerile Externe (succesivi)                                                                      | Martin Lidegaard                                                    | 3 februarie 2014   |
| Djibouti                                 | Ministru al Afacerilor Externe și Cooperării Internaționale                                                        | Mahamoud Ali Youssouf                                               | 22 mai 2005        |
| Dominica                                 | Ministru al Afacerilor Externe și ale CARICOM                                                                      | Francine Baron                                                      | 13 decembrie 2014  |
| Dominicană, Republica                    | Ministru al Afacerilor Externe                                                                                     | Andrés Navarro                                                      | 15 septembrie 2014 |
| Ecuador                                  | Ministru al Relațiilor Externe și Integrării                                                                       | Ricardo Patiño                                                      | 28 ianuarie 2010   |
| Egipt                                    | Ministru al Afacerilor Externe                                                                                     | Sameh Shoukry                                                       | 17 iunie 2014      |
| El Salvador                              | Ministru al Relațiilor Externe                                                                                     | Hugo Martínez                                                       | 1 iunie 2014       |
| Elveția                                  | Șeful Departamentului Federal al Afacerilor Externe                                                                | Didier Burkhalter                                                   | 1 ianuarie 2012    |
| Emiratele Arabe Unite                    | Ministru al Afacerilor Externe                                                                                     | Abdullah bin Zayed Al Nahyan                                        | 9 februarie 2006   |
| Eritreea                                 | Ministru al Afacerilor Externe                                                                                     | Osman Saleh Mohammed                                                | 16 aprilie 2007    |
| Estonia · (vezi și : §10)                | Miniștri ai Afacerilor Externe (succesivi)                                                                         | Marina Kaljurand                                                    | 16 iulie 2015      |
| Estonia · (vezi și : §10)                | Miniștri ai Afacerilor Externe (succesivi)                                                                         | Jürgen Ligi (interimar)                                             | 1 iulie 2015       |
| Estonia · (vezi și : §10)                | Miniștri ai Afacerilor Externe (succesivi)                                                                         | Keit Pentus-Rosimannus                                              | 17 noiembrie 2014  |
| Etiopia                                  | Ministru al Afacerilor Externe                                                                                     | Tedros Adhanom                                                      | 29 noiembrie 2012  |
| Fiji                                     | Ministru pentru Afacerile Externe                                                                                  | Inoke Kubuabola                                                     | 24 iulie 2009      |
| Filipine                                 | Secretar al Afacerilor Externe                                                                                     | Albert del Rosario                                                  | 24 februarie 2011  |
| Finlanda                                 | Miniștri ai Afacerilor Externe (succesivi)                                                                         | Timo Soini                                                          | 29 mai 2015        |
| Finlanda                                 | Miniștri ai Afacerilor Externe (succesivi)                                                                         | Erkki Tuomioja                                                      | 22 iunie 2011      |
| Franța (vezi și : § 7)                   | Ministru al Afacerilor Externe și Dezvoltării Internaționale al Franței                                            | Laurent Fabius                                                      | 16 mai 2012        |
| Gabon                                    | Ministru al Afacerilor Externe, Cooperării Internaționale și Francofoniei, însărcinat cu Gabonezii din Străinătate | Emmanuel Issoze-Ngondet                                             | 28 februarie 2012  |
| Gambia                                   | Miniștri ai Afacerilor Externe (succesivi)                                                                         | Neneh MacDouall-Gaye                                                | 5 ianuarie 2015    |
| Gambia                                   | Miniștri ai Afacerilor Externe (succesivi)                                                                         | Bala Garba Jahumpa                                                  | 25 august 2014     |
| Georgia · (vezi și: § 2)                 | Miniștri ai Afacerilor Externe (succesivi)                                                                         | Mikheil Janelidze                                                   | 30 decembrie 2015  |
| Georgia · (vezi și: § 2)                 | Miniștri ai Afacerilor Externe (succesivi)                                                                         | Giorgi Kvirikashvili                                                | 1 septembrie 2015  |
| Georgia · (vezi și: § 2)                 | Miniștri ai Afacerilor Externe (succesivi)                                                                         | Tamar Beruchashvili                                                 | 11 noiembrie 2014  |
| Germania · (vezi și :§ 11)               | Ministru al Afacerilor Externe                                                                                     | Frank-Walter Steinmeier                                             | 17 decembrie 2013  |
| Ghana                                    | Ministru al Afacerilor Externe și Integrării Regionale                                                             | Hanna Tetteh                                                        | 30 ianuarie 2013   |
| Grecia                                   | Miniștri ai Afacerilor Externe (succesivi)                                                                         | Nikos Kotzias                                                       | 23 septembrie 2015 |
| Grecia                                   | Miniștri ai Afacerilor Externe (succesivi)                                                                         | Pétros Molyviátis                                                   | 28 august 2015     |
| Grecia                                   | Miniștri ai Afacerilor Externe (succesivi)                                                                         | Níkos Kotziás                                                       | 27 ianuarie 2015   |
| Grecia                                   | Miniștri ai Afacerilor Externe (succesivi)                                                                         | Evángelos Venizélos                                                 | 25 iunie 2013      |
| Grenada                                  | Ministru al Afacerilor Externe                                                                                     | Clarice Modeste                                                     | 1 dccembrie 2014   |
| Guatemala                                | Ministru al Relațiilor Externe                                                                                     | Carlos Raúl Morales                                                 | 18 septembrie 2014 |
| Guineea                                  | Ministru al Afacerilor Externe și Guineezilor din Străinătate                                                      | François Lonseny Fall                                               | 5 octombrie 2012   |
| Guineea-Bissau                           | Miniștri ai Afacerilor Externe și Cooperării Internaționale (succesivi)                                            | Artur Silva                                                         | 13 octombrie 2015  |
| Guineea-Bissau                           | Miniștri ai Afacerilor Externe și Cooperării Internaționale (succesivi)                                            | Rui Dia de Sousa                                                    | 7 septembrie 2015  |
| Guineea-Bissau                           | Miniștri ai Afacerilor Externe și Cooperării Internaționale (succesivi)                                            | Mário Lopes da Rosa                                                 | 4 iulie 2014       |
| Guineea Ecuatorială                      | Ministru al Afacerilor Extene și Cooperării Internaționale                                                         | Agapito Mba Mokuy                                                   | 22 mai 2012        |
| Guyana                                   | Miniștri ai Afacerilor Externe (succesivi)                                                                         | Carl Greenidge                                                      | 19 mai 2015        |
| Guyana                                   | Miniștri ai Afacerilor Externe (succesivi)                                                                         | Carolyn Rodrigues                                                   | 10 aprilie 2008    |
| Haiti                                    | Miniștri ai ăfacerilor Externe (succesivi)                                                                         | Lener Renauld (interimar)                                           | 27 aprilie 2015    |
| Haiti                                    | Miniștri ai ăfacerilor Externe (succesivi)                                                                         | Duly Brutus                                                         | 2 aprilie 2014     |
| Honduras                                 | Miniștri ai Relațiilor Externe (succesivi)                                                                         | Arturo Corrales                                                     | 8 ianuarie 2015    |
| Honduras                                 | Miniștri ai Relațiilor Externe (succesivi)                                                                         | Mireya Agüero                                                       | 2 mai 2013         |
| India                                    | Ministru al Afacerilor Externe                                                                                     | Sushma Swaraj                                                       | 27 mai 2014        |
| Indonezia                                | Ministru al Afacerilor Externe                                                                                     | Retno Marsudi                                                       | 27 octombrie 2014  |
| Iordania                                 | Ministru al Afacerilor Externe și al Expatriaților                                                                 | Nasser Judeh                                                        | 23 februarie 2009  |
| Irak · (vezi și : § 9)                   | Ministru al Afacerilor Externe                                                                                     | Ibrahim al-Jaafari                                                  | 8 septembrie 2014  |
| Iran                                     | Ministru al Afacerilor Externe                                                                                     | Mohammad Javad Zarif                                                | 15 august 2013     |
| Irlanda                                  | Ministru pentru Afacerile Externe                                                                                  | Charles Flanagan                                                    | 11 iulie 2014      |
| Islanda                                  | Ministru pentru Afacerile Externe                                                                                  | Gunnar Bragi Sveinsson                                              | 23 mai 2013        |
| Israel · (vezi și : § 2)                 | Miniștri ai Afacerilor Externe (succesivi)                                                                         | Beniamin Netaniahu (prim-ministru)                                  | 14 mai 2015        |
| Israel · (vezi și : § 2)                 | Miniștri ai Afacerilor Externe (succesivi)                                                                         | Avigdor Liberman                                                    | 11 noiembrie 2013  |
| Italia                                   | Ministru al Afacerilor Externe                                                                                     | Paolo Gentiloni                                                     | 31 octombrie 2014  |
| Jamaica                                  | Ministru al Afacerilor Externe                                                                                     | Arnold Nicholson                                                    | 6 ianuarie 2012    |
| Japonia                                  | Ministru al Afacerilor Externe                                                                                     | Fumio Kishida                                                       | 26 decembrie 2012  |
| Kazahstan                                | Ministru al Afacerilor Externe                                                                                     | Erlan A. Idrisov                                                    | 28 septembrie 2012 |
| Kârgâzstan                               | Ministru al Afacerilor Externe                                                                                     | Erlan Abdyldayev                                                    | 6 septembrie 2012  |
| Kenya                                    | Secretar al Cabinetului pntru Afacerile Externe                                                                    | Amina Mohamed                                                       | 19 mai 2013        |
| Kiribati                                 | Ministru pentru Afacerile Externe și Imigrare                                                                      | Anote Tong (președinte)                                             | 10 iulie 2003      |
| Kuweit                                   | Ministru al Afacerilor Externe                                                                                     | șeic Sabah Al-Khalid Al-Sabah                                       | 23 octombrie 2011  |
| Laos                                     | Ministru al Afacerilor Externe                                                                                     | Thongloun Sisoulith                                                 | 8 iunie 2006       |
| Lesotho                                  | Miniștri ai Afacerilor Externe și Relațiilor Internaționale (succesivi)                                            | Tlohang Sekhamane                                                   | 30 martie 2015     |
| Lesotho                                  | Miniștri ai Afacerilor Externe și Relațiilor Internaționale (succesivi)                                            | Mohlabi Tsekoa                                                      | 2 martie 2007      |
| Letonia                                  | Ministru al Afacerilor Externe                                                                                     | Edgars Rinkēvičs                                                    | 25 octombrie 2011  |
| Liban                                    | Ministru al Afacerilor Externe și Emigranților                                                                     | Gebran Bassil                                                       | 15 februarie 2014  |
| Liberia                                  | Miniștri ai Afacerilor Externe (succesivi)                                                                         | B. Elias Shoniyin, (interimar)                                      | 8 octombrie 2015   |
| Liberia                                  | Miniștri ai Afacerilor Externe (succesivi)                                                                         | Augustine Kpehe Ngafuan,                                            | 10 februarie 2012  |
| Libia · (vezi și : § 10)                 | Ministru al Afacerilor Externe și Cooperătii Internaționale                                                        | Mohammed al-Dairi , (corevendicator începând cu 28 septembrie 2014) | 28 septembrie 2014 |
| Liechtenstein                            | Ministru al Afacerilor Externe                                                                                     | Aurelia Frick                                                       | 25 martie 2009     |
| Lituania                                 | Ministru al Afacerilor Externe                                                                                     | Linas Antanas Linkevičius                                           | 13 decembrie 2012  |
| Luxemburg                                | Ministru al Afacerilor Externe și Imgrării                                                                         | Jean Asselborn                                                      | 31 iulie 2004      |
| Macedonia                                | Ministru al Afacerilor Externe                                                                                     | Nikola Poposki                                                      | 28 iulie 2011      |
| Madagascar                               | Ministri ai Afacerilor Externe (succesivi)                                                                         | Béatrice Atallah                                                    | 25 ianuarie 2015   |
| Madagascar                               | Ministri ai Afacerilor Externe (succesivi)                                                                         | Harisoa Razafitrimo                                                 | 18 aprilie 2014    |
| Malawi                                   | Ministru al Afacerilor Externe și Cooperării Internaționale                                                        | George Chaponda                                                     | 19 iunie 2014      |
| Malaezia                                 | Ministru al Afacerilor Externe                                                                                     | Anifah Aman                                                         | 10 aprilie 2009    |
| Maldive                                  | Ministru al Afacerilor Externe și Coperării înternaționale                                                         | Dunya Maumoon                                                       | 17 noiembrie 2013  |
| Mali                                     | Ministru al Afacerilor Externe, Cooperării Internaționale și Integrării Africane                                   | Abdoulaye Diop                                                      | 11 aprilie 2014    |
| Malta                                    | Ministru al Afacerilor Externe                                                                                     | George William Vella                                                | 13 martie 2013     |
| Maroc · (vezi și : § 2)                  | Ministru al Afacerilor Externe și Cooperării                                                                       | Salaheddine Mezouar                                                 | 10 octombrie 2013  |
| Marshall, Insulele                       | Ministru al Afacerilor Externe                                                                                     | Tony deBrum                                                         | 17 martie 2014     |
| Mauritania                               | Miniștri ai Afacerilor Externe și Cooperării (succesivi)                                                           | Hamadi Ould Meimou                                                  | 2 septembrie 2015  |
| Mauritania                               | Miniștri ai Afacerilor Externe și Cooperării (succesivi)                                                           | Vatma Vall Mint Soueina                                             | 16 ianuarie 2015   |
| Mauritania                               | Miniștri ai Afacerilor Externe și Cooperării (succesivi)                                                           | Ahmed Ould Teguedi                                                  | 17 septembrie 2013 |
| Mauritius                                | Ministru al Afacerilor Externe și Integrării Regiomale                                                             | Étienne Sinatambou                                                  | 17 decembrie 2014  |
| Mexic                                    | Secretari ai Relațiilor Externe (succesivi)                                                                        | Claudia Ruiz Massieu                                                | 27 august 2015     |
| Mexic                                    | Secretari ai Relațiilor Externe (succesivi)                                                                        | José Antonio Meade                                                  | 1 decembrie 2012   |
| Micronezia                               | Secretar al Afacerilor Externe                                                                                     | Lorin S. Robert                                                     | 29 iunie 2007      |
| Moldova, Republica (vezi și: § 3 și § 9) | Ministru al Afacerilor Externe și Integrării Europene                                                              | Natalia Gherman                                                     | 30 mai 2013        |
| Monaco                                   | Miniștri ai Relațiilor Externe și Cooperării (succesivi)                                                           | Gilles Tonelli                                                      | 22 februarie 2015  |
| Monaco                                   | Miniștri ai Relațiilor Externe și Cooperării (succesivi)                                                           | José Badia                                                          | 1 ianuarie 2011    |
| Mongolia                                 | Ministru al Relațiilor Externe                                                                                     | Lundeg Purevsuren                                                   | 10 decembrie 2014  |
| Mozambic                                 | Ministru al Afacerilor Externe și Cooperării                                                                       | Oldemiro Balói                                                      | 10 martie 2008     |
| Muntenegru                               | Ministru al Afacerilor Externe și Integrării Europene                                                              | Igor Lukšić                                                         | 4 decembrie 2012   |
| Namibia                                  | Ministru al Relațiilor Internaționale și Cooperării                                                                | Netumbo Nandi-Ndaitwah                                              | 4 decembrie 2012   |
| Nauru                                    | Ministru pentru Afacerile Externe                                                                                  | Baron Waqa (președinte)                                             | 13 iunie 2013      |
| Nepal                                    | Miniștri ai Afacerilor Externe (succesivi)                                                                         | Kamal Thapa                                                         | 12 octombrie 2015  |
| Nepal                                    | Miniștri ai Afacerilor Externe (succesivi)                                                                         | Mahendra Pandey                                                     | 25 februarie 2014  |
| Nicaragua                                | Ministru al Relațiilor Externe                                                                                     | Samuel Santos López                                                 | 10 ianuarie 2007   |
| Niger                                    | Miniștri ai Afacerilor Externe, Cooperării, Integrării Africane și Nigerenilor din Străinătate (succesivi)         | Aïchatou Kané Boulama                                               | 25 februarie 2015  |
| Niger                                    | Miniștri ai Afacerilor Externe, Cooperării, Integrării Africane și Nigerenilor din Străinătate (succesivi)         | Mohamed Bazoum                                                      | 21 aprilie 2011    |
| Nigeria                                  | Miniiștri ai Afacerilor Externe (succesivi)                                                                        | Geoffrey Onyeama                                                    | 11 noiembrie 2015  |
| Nigeria                                  | Miniiștri ai Afacerilor Externe (succesivi)                                                                        | Aminu Wali                                                          | 6 martie 2014      |
| Norvegia                                 | Ministru al Afacerilor Externe                                                                                     | Børge Brende                                                        | 16 octombrie 2013  |
| Noua Zeelandă · (vezi și : § 8)          | Ministru al Afacerilor Externe                                                                                     | Murray McCully                                                      | 19 noiembrie 2008  |
| Oman                                     | Ministru al Afacerilor Externe                                                                                     | Qaboos bin Said Al Said (sultan și prim-ministru)                   | 2 ianuarie 1972    |
| Oman                                     | Ministru Responsabil pentru Afacerile Externe                                                                      | Yusuf bin Alawi bin Abdullah                                        | 19 decembrie 1997  |
| Pakistan                                 | Ministru al Afacerilor Externe                                                                                     | Nawaz Sharif (prim-ministru)                                        | 5 iunie 2013       |
| Pakistan                                 | Consilier al Primului Ministru pe Securitate Națională și Afaceri Externe                                          | Sartaj Aziz                                                         | 5 iunie 2013       |
| Palau                                    | Ministru de Stat (pentru Afaceri Externe)                                                                          | Billy Kuartei                                                       | 31 iulie 2013      |
| Panama                                   | Ministru al Relațiilor Externe                                                                                     | Isabel Saint Malo                                                   | 1 iulie 2014       |
| Papua Noua Guinee                        | Ministru pentru Afacerile Externe și Imigrare                                                                      | Rimbink Pato                                                        | 9 august 2012      |
| Paraguay                                 | Ministru al Relațiilor Externe                                                                                     | Eladio Loizaga                                                      | 15 august 2013     |
| Peru                                     | Miniștri ai Relațiilor Externe (succesivi)                                                                         | Ana María Sánchez                                                   | 2 aprilie 2015     |
| Peru                                     | Miniștri ai Relațiilor Externe (succesivi)                                                                         | Gonzalo Gutiérrez                                                   | 23 iuinie 2014     |
| Polonia                                  | Miniștri ai Afacerilor Externe (succesivi)                                                                         | Witold Waszczykowski                                                | 16 noiembrie 2015  |
| Polonia                                  | Miniștri ai Afacerilor Externe (succesivi)                                                                         | Grzegorz Schetyna                                                   | 22 septembrie 2014 |
| Portugalia                               | Miniștri pentru Afaceri Externe (succesivi)                                                                        | Augusto Santos Silva                                                | 28 noiembrie 2015  |
| Portugalia                               | Miniștri pentru Afaceri Externe (succesivi)                                                                        | Rui Machete                                                         | 24 iulie 2013      |
| Qatar                                    | Ministru al Afacerilor Externe                                                                                     | Khalid bin Mohammad Al Attiyah                                      | 26 iunie 2013      |
| Regatul Unit (vezi și : § 6 șî § 11)     | Secretar de Stat pentru Afacerile Externe și ale Commonwealth -ului                                                | Philip Hammond                                                      | 15 iulie 2014      |
| România                                  | Miniștri ai Afacerilor Externe (succesivi)                                                                         | Lazăr Comănescu                                                     | 17 noiembrie 2015  |
| România                                  | Miniștri ai Afacerilor Externe (succesivi)                                                                         | Bogdan Aurescu                                                      | 24 noiembrie 2014  |
| Rusia                                    | Ministru al Afacerilor Externe                                                                                     | Sergey Lavrov                                                       | 9 martie 2004      |
| Rwanda                                   | Ministru al Afacerilor Externe și Cooperării Regionale                                                             | Louise Mushikiwabo                                                  | 3 decembrie 2009   |
| Samoa                                    | Ministru al Afacerilor Externe                                                                                     | Tuilaepa Aiono Sailele Malielegaoi (prin-ministru)                  | 23 noiembrie 1998  |
| San Marino                               | Secretar de Stat pentru Afacerile Externe și Politice                                                              | Pasquale Valentini                                                  | 5 decembrie 2012   |
| São Tomé și Príncipe                     | Ministru al Afacerilor Externe                                                                                     | Manuel Salvador dos Ramos                                           | 29 noiembrie 2014  |
| Senegal                                  | Ministru al Afacerilor Externe și Senegalezilor din Străinătate                                                    | Mankeur Ndiaye                                                      | 28 octombrie 2012  |
| Serbia · (vezi și : § 2)                 | Ministru al Afacerilor Externe                                                                                     | Ivica Dačić                                                         | 27 aprilie 2014    |
| Seychelles                               | Miniștri pentru Afacerile Externe (succesivi)                                                                      | Joel Morgan                                                         | 1 februarie 2015   |
| Seychelles                               | Miniștri pentru Afacerile Externe (succesivi)                                                                      | Jean-Paul Adam                                                      | 8 iunie 2010       |
| Sfânta Lucia                             | Ministru pentru Afacerile Externe                                                                                  | Alva Baptiste                                                       | 6 decembrie 2011   |
| Sfântul Cristofor și Nevis               | Miniștri ai Afacerilor Externe (succesivi)                                                                         | Mark Brantley                                                       | 22 februarie 2015  |
| Sfântul Cristofor și Nevis               | Miniștri ai Afacerilor Externe (succesivi)                                                                         | Patrice Nisbett                                                     | 5 februarie 2013   |
| Sfântul Vincențiu și Grenadinele         | Miniștri ai Afacerilor Externe, (succesivi)                                                                        | Louis Straker                                                       | 16 decembrie 2015  |
| Sfântul Vincențiu și Grenadinele         | Miniștri ai Afacerilor Externe, (succesivi)                                                                        | Camillo Gonsalves                                                   | 16 septembrie 2013 |
| Sierra Leone                             | Ministru al Afacerilor Externe și Cooperării Internaționale                                                        | Samura Kamara                                                       | 17 decembrie 2012  |
| Singapore                                | Miniștri pentru Afacerile Externe (succesivi)                                                                      | Vivian Balakrishnan                                                 | 1 octombrie 2015   |
| Singapore                                | Miniștri pentru Afacerile Externe (succesivi)                                                                      | Kasiviswanathan Shanmugam                                           | 21 mai 2011        |
| Siria                                    | Ministru al Afacerilor Externe și Expatriaților                                                                    | Walid Muallem                                                       | 11 februarie 2000  |
| Slovacia                                 | Ministru al Afacerilor Externe și Europene                                                                         | Miroslav Lajčák                                                     | 4 aprilie 2012     |
| Slovenia                                 | Ministru al Afacerilor Externe                                                                                     | Karl Erjavec                                                        | 10 februarie 2012  |
| Solomon, Insulele                        | Ministru al Afacerilor Externe                                                                                     | Milner Tozaka                                                       | 15 decembrie 2014  |
| Somalia · (vezi și : § 3)                | Miniștri ai Afacerilor Externe și Cooperării Internaționale (succesivi)                                            | Abdisalam Omer                                                      | 9 februarie 2015   |
| Somalia · (vezi și : § 3)                | Miniștri ai Afacerilor Externe și Cooperării Internaționale (succesivi)                                            | Abdirahman Ducaale Bayle                                            | 22 ianuarie 2014   |
| Spania · (vezi și : § 11)                | Ministru al Afacerilor Externe și Cooperării                                                                       | José García-Margallo y Marfil                                       | 22 decembrie 2011  |
| Sri Lanka                                | Miniștri ai Afacerilor Externe (succesivi)                                                                         | Mangala Samaraweera                                                 | 10 ianuarie 2015   |
| Sri Lanka                                | Miniștri ai Afacerilor Externe (succesivi)                                                                         | Gamini Lakshman Peiris                                              | 23 aprilie 2010    |
| Statele Unite ale Americii               | Secretar de Stati                                                                                                  | John Kerry                                                          | 1 februarie 2013   |
| Sudan                                    | Miniștri ai Afacerilor Externe (succesivi)                                                                         | Ibrahim Ghandour                                                    | 6 iunie 2015       |
| Sudan                                    | Miniștri ai Afacerilor Externe (succesivi)                                                                         | Ali Karti                                                           | 16 iunie 2010      |
| Sudanul de Sud                           | Ministru al Afacerilor Externe și Cooperării Internaționale                                                        | Barnaba Marial Benjamin                                             | 27 iulie 2013      |
| Suedia                                   | Ministru pentru Afacerile Externe                                                                                  | Margot Wallström                                                    | 3 octombrie 2014   |
| Surinam                                  | Miniștri ai Afacerilor Externe (succesivi)                                                                         | Niermala Badrising                                                  | 12 august 2015     |
| Surinam                                  | Miniștri ai Afacerilor Externe (succesivi)                                                                         | Winston Lackin                                                      | 13 august 2010     |
| Swaziland                                | Ministru al Afacerilor Externe și Cooperării Internaționale                                                        | Mgwagwa Gamedze                                                     | 4 noiembrie 2013   |
| Tadjikistan                              | Ministru al Afacerilor Externe                                                                                     | Sirodjidin Aslov                                                    | 29 noiembrie 2013  |
| Tanzania                                 | Miniștri pentru Afacerile Externe, Cooperare Internațională și Integrare Regională (succesivi)                     | Augustine Mahiga                                                    | 14 decembrie 2015  |
| Tanzania                                 | Miniștri pentru Afacerile Externe, Cooperare Internațională și Integrare Regională (succesivi)                     | Bernard Membe                                                       | 11 ianuarie 2007   |
| Thailanda                                | Miniștri ai Afacerilor Externe (succesivi)                                                                         | Don Pramudwinai                                                     | 20 august 2015     |
| Thailanda                                | Miniștri ai Afacerilor Externe (succesivi)                                                                         | Thanasak Patimaprakorn                                              | 23 mai 2014        |
| Timorul de Est                           | Miniștri ai Afacerilor Externe și Cooperării (succesivi)                                                           | Hernâni Coelho                                                      | 16 februarie 2015  |
| Timorul de Est                           | Miniștri ai Afacerilor Externe și Cooperării (succesivi)                                                           | José Luís Guterres                                                  | 8 august 2012      |
| Togo                                     | Ministru al Afacerilor Externe și Cooperării                                                                       | Robert Dussey                                                       | 17 septembrie 2013 |
| Tonga                                    | Ministru pentru Afacerile Externe                                                                                  | ʻAkilisi Pohiva (prim-ministru)                                     | 30 decembrie 2014  |
| Trinidad și Tobago                       | Miniștri ai Afacerilor Externe (succesivi)                                                                         | Dennis Moses                                                        | 11 septembrie 2015 |
| Trinidad și Tobago                       | Miniștri ai Afacerilor Externe (succesivi)                                                                         | Winston Dookeran                                                    | 22 iunie 2012      |
| Tunisia                                  | Miniștri ai Afacerilor Externe (succesivi)                                                                         | Taïeb Baccouche                                                     | 5 februarie 2015   |
| Tunisia                                  | Miniștri ai Afacerilor Externe (succesivi)                                                                         | Mongi Hamdi                                                         | 29 ianuarie 2014   |
| Turcia                                   | Miniștri ai Afacerilor Externe (succesivi)                                                                         | Mevlüt Çavușoğlu                                                    | 24 noienbrie 2015  |
| Turcia                                   | Miniștri ai Afacerilor Externe (succesivi)                                                                         | Feridun Hadi Sinirlioğlu                                            | 28 august 2015     |
| Turcia                                   | Miniștri ai Afacerilor Externe (succesivi)                                                                         | Mevlüt Çavușoğlu                                                    | 29 august 2014     |
| Turkmenistan                             | Ministru al Afacerilor Externe                                                                                     | Rașit Meredow                                                       | 7 iulie 2001       |
| Tuvalu                                   | Ministru pentru Afacerile Externe                                                                                  | Taukelina Finikaso                                                  | 5 august 2013      |
| Țările de Jos                            | Ministru al Afacerilor Externe                                                                                     | Bert Koenders                                                       | 17 octombrie 2014  |
| Ucraina · (vezi și: § 3)                 | Ministru al Afacerilor Externe                                                                                     | Pavlo Klimkin                                                       | 19 iulie 2014      |
| Uganda                                   | Ministru al Afacerilor Externe                                                                                     | Sam Kutesa                                                          | 13 ianuarie 2005   |
| Ungaria                                  | Ministru al Afacerilor Externe                                                                                     | Péter Szijjártó                                                     | 23 septembrie 2014 |
| Uruguay                                  | Miniștri ai Relațiilor Externe (succesivi)                                                                         | Rodolfo Nin Novoa                                                   | 1 martie 2015      |
| Uruguay                                  | Miniștri ai Relațiilor Externe (succesivi)                                                                         | Luis Almagro                                                        | 1 martie 2010      |
| Uzbekistan                               | Ministru al Afacerilor Externe                                                                                     | Abdulaziz Komilov                                                   | 13 ianuarie 2012   |
| Vanuatu                                  | Miniștri pentru Afacerile Externe (succesivi)                                                                      | Havo Moli                                                           | 24 noiembrie 2015  |
| Vanuatu                                  | Miniștri pentru Afacerile Externe (succesivi)                                                                      | Serge Vohor                                                         | 12 iunie 2015      |
| Vanuatu                                  | Miniștri pentru Afacerile Externe (succesivi)                                                                      | Kalvau Moli                                                         | 4 iunie 2015       |
| Vanuatu                                  | Miniștri pentru Afacerile Externe (succesivi)                                                                      | Sato Kilman                                                         | 15 mai 2014        |
| Vatican / Sfântul Scaun                  | Secretar pentru Relațiile cu Statele (Sfântul Scaun)                                                               | Paul Gallagher                                                      | 8 noiembrie 2014   |
| Venezuela                                | Ministru al Puterii Populare pentru Afacerile Externe                                                              | Delcy Rodríguez                                                     | 26 decembrie 2014  |
| Vietnam                                  | Ministru al Afacerilor Externe                                                                                     | Phạm Bình Minh                                                      | 3 august 2011      |
| Yemen · (vezi și : § 10)                 | Miniștri ai Afacerilor Externe (succesivi)                                                                         | Abdulmalik Al-Mekhlafi                                              | 1 decembrie 2015   |
| Yemen · (vezi și : § 10)                 | Miniștri ai Afacerilor Externe (succesivi)                                                                         | Riad Yassine                                                        | 21 martie 2015     |
| Yemen · (vezi și : § 10)                 | Miniștri ai Afacerilor Externe (succesivi)                                                                         | Abdoullah al-Saïdi                                                  | 9 noiembrie 2014   |
| Zambia                                   | Ministru al Afacerilor Externe                                                                                     | Harry Kalaba                                                        | 13 martie 2014     |
| Zimbabwe                                 | Ministru al Afacerilor Externe                                                                                     | Simbarashe Mumbengegwi                                              | 15 aprilie 2005    |

## State independente recunoscute parțial
| Statul                          | Separat din                                 | Funcția | Numele                   | Începând cu        |
| ------------------------------- | ------------------------------------------- | --- | ------------------------ | ------------------ |
| Abhazia                         | Georgia                                     | Ministru pentru Afacerile Externe                                                                               | Viacheslav Chirikba      | 1 iunie 2014       |
| Ciprul de Nord                  | Cipru                                       | Miniștri ai Afacerilor Externe (succesivi)                                                                      | Emine Çolak              | 16 iulie 2015      |
| Ciprul de Nord                  | Cipru                                       | Miniștri ai Afacerilor Externe (succesivi)                                                                      | Özdil Nami               | 2 septembrie 2013  |
| Kosovo                          | Serbia                                      | Ministru al Afacerilor Externe                                                                                  | Hashim Thaçi             | 12 decembrie 2014  |
| Osetia de Sud                   | Georgia                                     | Miniștri ai Afacerilor Externe (succesivi)                                                                      | Kazbulat Tskhovrebov     | 9 iulie 2015       |
| Osetia de Sud                   | Georgia                                     | Miniștri ai Afacerilor Externe (succesivi)                                                                      | David Sanakoyev          | 30 mai 2012        |
| Statul Palestina (vezi și : §4) | Israel · Autoritatea Națională Palestiniană | Seful Départementului Relațiilor Internaționale al Comitului Executiv al Organizației de Eliberare a Palestinei | Ghassan al Shakaa        | 27 august 2009     |
| Sahara occidentală              | ' Maroc                                     | Ministru al Afacerilor Externe                                                                                  | Mohamed Salem Ould Salek | 21 ianuarie 1998   |
| Taiwan                          | China                                       | Ministru al Afacerilor Externe                                                                                  | David Lin                | 27 septembrie 2012 |

## State independente nerecunoscute
| Statul                      | Separat din        | Funcția                                                                 | Numele                      | Începând cu        |
| --------------------------- | ------------------ | ----------------------------------------------------------------------- | --------------------------- | ------------------ |
| Donețk, Republica Populară  | Ucraina            | Ministru al Afacerilor Externe                                          | Alexander Kofman            | noiembrie 2014     |
| Karabahul de Munte          | Azerbaidjan        | Ministru al Afacerilor Externe                                          | Karen Mirzoyan              | 22 septembre 2012  |
| Lugansk, Republica Populară | Ucraina            | Ministru al Afacerilor Externe                                          | funcție vacantă             | 26 august 2014     |
| Somaliland                  | Somalia            | Miniștri ai Afacerilor Externe și Cooperării Internaționale (succesivi) | Saad Ali Shire              | octombrie 2015     |
| Somaliland                  | Somalia            | Miniștri ai Afacerilor Externe și Cooperării Internaționale (succesivi) | Mohamed Yonis               | 25 iunie 2013      |
| Transnistria                | Moldova, Republica | Miniștri ai Afacerilor Externe (succesivi)                              | Vitaly Ignatyev (interimar) | 14 septembrie 2015 |
| Transnistria                | Moldova, Republica | Miniștri ai Afacerilor Externe (succesivi)                              | Nina Shtanski               | 17 ianuarie 2012   |

## Entități cu statut apropiat de cel de stat
| Entitate                                           | Funcție                                                                                   | Nume                             | Începând cu       |
| -------------------------------------------------- | ----------------------------------------------------------------------------------------- | -------------------------------- | ----------------- |
| Ordinul de Malta                                   | Mare Cancelar                                                                             | Albrecht Freiherr von Boeselager | 31 mai 2014       |
| Autoritatea Națională Palestiniană (vezi și : § 2) | Ministru al Afacerilor Externe                                                            | Riyad al-Maliki                  | 1 septembrie 2007 |
| Uniunea Europeană                                  | Înalt Reprezentant al Unuinii Europene pentru Afacerile Externe și Politica de Securitate | Federica Mogherini               | 1 noiembrie 2014  |

## Teritorii britanice de peste mări și dependențe ale coroanei britanice
| Teritoriu | Suveranitate   | Funcția                           | Numele           | Începând cu       |
| --------- | -------------- | --------------------------------- | ---------------- | ----------------- |
| Jersey    | Marea Britanie | Ministru pentru Relațiile Externe | Philip Bailhache | 25 noiembrie 2011 |

## Departamente și colectivități de peste mări și teritorii cu statut special franceze
| Teritoriu          | Suveranitate | Funcția    | Numele         | Începând cu        |
| ------------------ | ------------ | ---------- | -------------- | ------------------ |
| Polinezia Franceză | Franța       | Președinte | Édouard Fritch | 12 septembrie 2014 |

## Dependințe și teritorii speciale ale Noii-Zeelande
| Teritoriu      | Suveranitate  | Funcția                                      | Numele                        | Începând cu       |
| -------------- | ------------- | -------------------------------------------- | ----------------------------- | ----------------- |
| Cook, Insulele | Noua Zeelandă | Ministru al Afacerilor Externe și Imigrației | Henry Puna (prim-ministru)    | 25 iulie 2013     |
| Niue, Insule   | Noua Zeelandă | Ministru al Agențiilor Centrale              | Toke Tufukia Talagi (premier) | 19 iunie 2008     |
| Tokelau        | Noua Zeelandă | Șefi ai guvernului (succesivi)               | Siopili Perez                 | 23 februarie 2015 |
| Tokelau        | Noua Zeelandă | Șefi ai guvernului (succesivi)               | Kuresa Nasau                  | februarie 2014    |

## Teritorii speciale ale Statelor Unite ale Americii
| Teritoriu  | Suveranitate               | Funcția                       | Numele                      | Începând cu       |
| ---------- | -------------------------- | ----------------------------- | --------------------------- | ----------------- |
| Porto Rico | Statele Unite ale Americii | Secretari de stat (succesivi) | Víctor Suárez Meléndez      | 2 decembrie 2015  |
| Porto Rico | Statele Unite ale Americii | Secretari de stat (succesivi) | Javier González (interimar) | 30 octombrie 2015 |
| Porto Rico | Statele Unite ale Americii | Secretari de stat (succesivi) | David Bernier               | 2 ianuarie 2013   |

## Alte teritorii nesuverane
| Teritoriu           | Suveranitate       | Funcția                                                | Numele                             | Începând cu        |
| ------------------- | ------------------ | ------------------------------------------------------ | ---------------------------------- | ------------------ |
| Feroe, Insulele     | Danemarca          | Miniștri ai Afacerilor Externe (succesivi)             | Poul Michelsen                     | 15 septembrie 2015 |
| Feroe, Insulele     | Danemarca          | Miniștri ai Afacerilor Externe (succesivi)             | Kaj Leo Johannesen (prim-ministru) | 14 noiembrie 2011  |
| Găgăuzia            | Moldova, Republica | Șefi ai Departamentului Relațiilor Externe (succesivi) | Vitaliy Vlah                       | 30 aprilie 2015    |
| Găgăuzia            | Moldova, Republica | Șefi ai Departamentului Relațiilor Externe (succesivi) | Svetlana Gradinari                 | 2013               |
| Groenlanda          | Danemarca          | Ministru al Afacerilor Externe                         | - Vittus Qujaukitsoq               | 12 decembrie 2014  |
| Kurdistanul Irakian | Irak               | Șeful Departamentului de Relații Externe               | Falah Mustafa Bakir                | septembrie 2000    |

## Guverne în exil și / sau alterantive
| Entitate                                         | Suveranitate recunoscută internațional                                                                                              | Funcția                                                                 | Numele                                                                              | Începând cu        |
| ------------------------------------------------ | --- | ----------------------------------------------------------------------- | ----------------------------------------------------------------------------------- | ------------------ |
| Guvernul Alternativ al Estoniei                  | Estonia · Guvern „în exil” care se consideră succesor al guvernului în exil din timpul ocupației sovietice                          | Ministru al afacerilor externe                                          | funcție vacantă                                                                     | 14 decembrie 2003  |
| Guvernul Salvării Naționale al Libiei            | Libia · Guvern alternativ instituit de Noul Congres Național General al Libiei                                                      | Miniștrî aî Afacerilor Externe și Cooperătii Internaționale (succesivi) | Ali Abu Zakouk (corevendicator din 1 decembrie 2015)                                | 1 decembrie 2015   |
| Guvernul Salvării Naționale al Libiei            | Libia · Guvern alternativ instituit de Noul Congres Național General al Libiei                                                      | Miniștrî aî Afacerilor Externe și Cooperătii Internaționale (succesivi) | Mohamed al-Ghariani (corevendicator din 6 septembrie 2014 până în 1 decembrie 2015) | 6 septembrie 2014  |
| Administrația Centrală Tibetană                  | China (Guvern în exil) | Kalon (ministru) ai Informațiilor și Relațiilor Internaționale          | Dicki Chhoyang                                                                      | 16 septembrie 2011 |
| Guvernul Consiliului Politic Suprem al Yemenului | Yemen · (Guvern alternativ instituit de Consiliul Politic Suprem al Yemenului instalat de rebelii zaidiști Ansar Allah sau Houthis) | Ministru al Afacerilor Externe                                          | funcție vacantă                                                                     | 6 februarie 2015   |

## Diviziuni administrative autonome
Au fost prezentate doar diviziunile administrative care au în cadrul guvernului local portofoliul de ministru al afacerilor externe sau echivalent
| Diviziune                      | Aparține de  | Funcția                                                                                     | Numele                               | Începând cu       |
| ------------------------------ | ------------ | ------------------------------------------------------------------------------------------- | ------------------------------------ | ----------------- |
| Baden-Württemberg              | Germania     | Ministru al Afacerilor Federale, Europene și Internaționale                                 | Peter Friedrich                      | 12 mai 2011       |
| , Regiunea Capitalei Bruxelles | Belgia       | Ministru Responsabil pentru Relațiile Externe                                               | Guy Vanhengel                        | 7 mai 2013        |
| Catalonia                      | Spania       | Consilier la Președinția Generalității din Catalonia (cu atribuții de reprezentare externă) | Francesc Homs Molist                 | 27 decembrie 2012 |
| Flandra                        | Belgia       | Ministru pentru Politica Externă                                                            | Geert Bourgeois (ministru prezident) | 25 iulie 2014     |
| Québec                         | Canada       | Ministru al Relațiilor Internaționale și Francofoniei                                       | Christine Saint-Pierre               | 22 aprilie 2014   |
| Scoția                         | Regatul Unit | Secretar al Cabinetului pentru Afacerile Externe                                            | Fiona Hyslop                         | 1 decembrie 2000  |
| Valonia                        | Belgia       | Ministru prezident                                                                          | Paul Magnette                        | 22 iulie 2014     |
| Țara Galilor                   | Regatul Unit | Prim ministru                                                                               | Carwyn Jones                         | 10 decembrie 2009 |